# Alogenazione di Hell-Volhard-Zelinsky
La alogenazione di Hell-Volhard-Zelinsky è una reazione di alogenazione del carbonio in α di acidi carbossilici. La reazione prende il suo nome da tre chimici: i due tedeschi Carl Magnus von Hell (1849-1926) e Jacob Volhard (1834-1910), e il russo Nikolay Zelinsky (1861-1953).
L'acido carbossilico è trattato con una quantità catalitica di PBr3 e un equivalente di Br2. Il PBr3 sostituisce il gruppo OH carbossilico con un bromuro. Il bromuro acilico formato può quindi tautomerizzare alla forma enolica, che reagisce rapidamente con il Br2 e un secondo bromuro entra nella posizione α. 
In soluzione acquosa neutra o debolmente acida si ha spontanea idrolisi del bromuro acilico α-bromurato, e si forma l'acido carbossilico α-bromurato.